# Pasaje Joaquín Zenteno Anaya

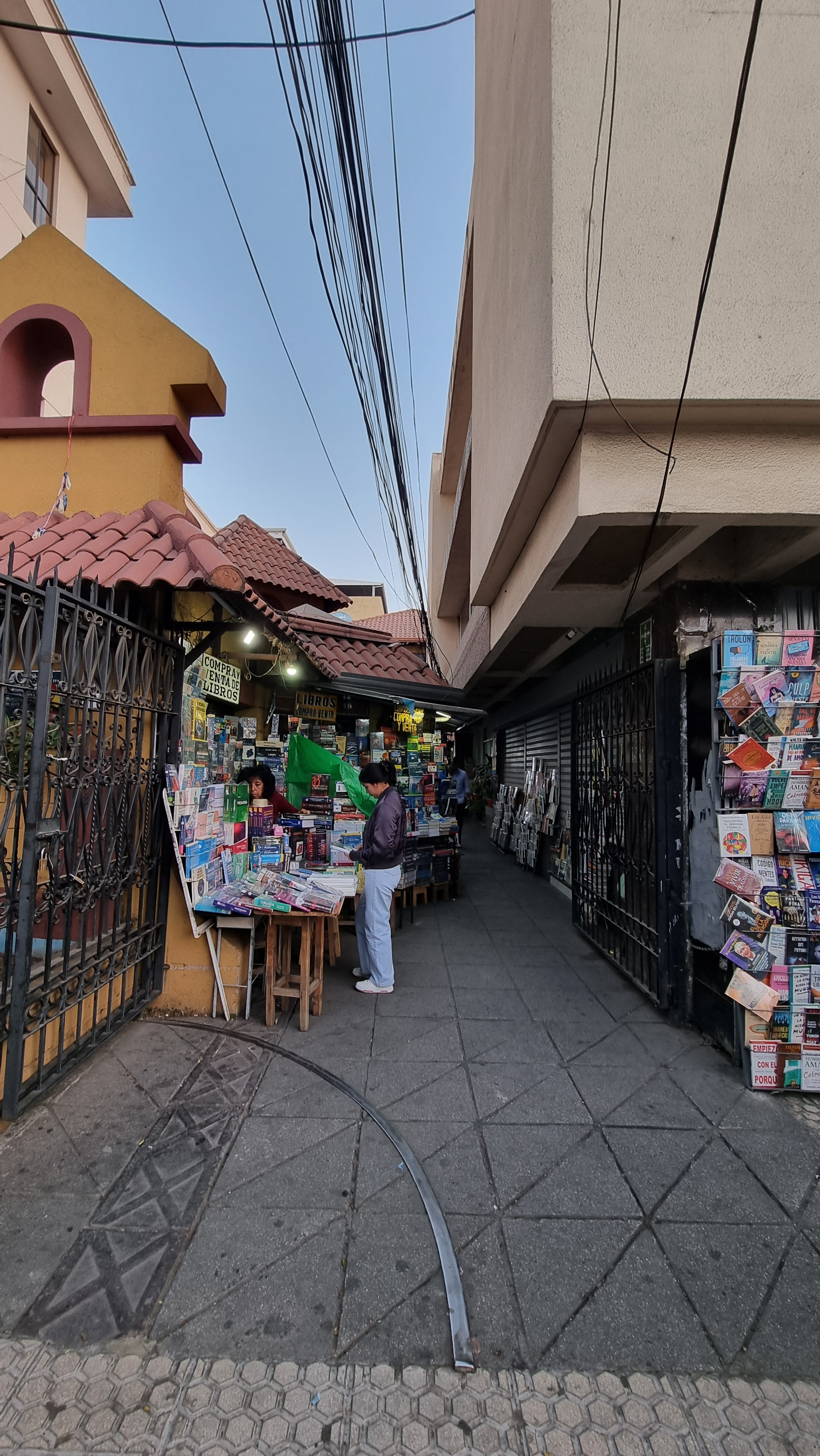
Entrada frontal al Pasaje

El Pasaje Artesanal General Joaquín Zenteno Anaya, ubicado en el centro histórico de la ciudad de Cochabamba, Bolivia, fue inaugurado en 1979. Su principal objetivo ha sido brindar un espacio a los artesanos locales para la venta y exposición de sus productos. El pasaje se encuentra cerca de la Plaza 14 de Septiembre, facilitando su acceso a turistas y residentes de la ciudad.

## Estructura y espacios

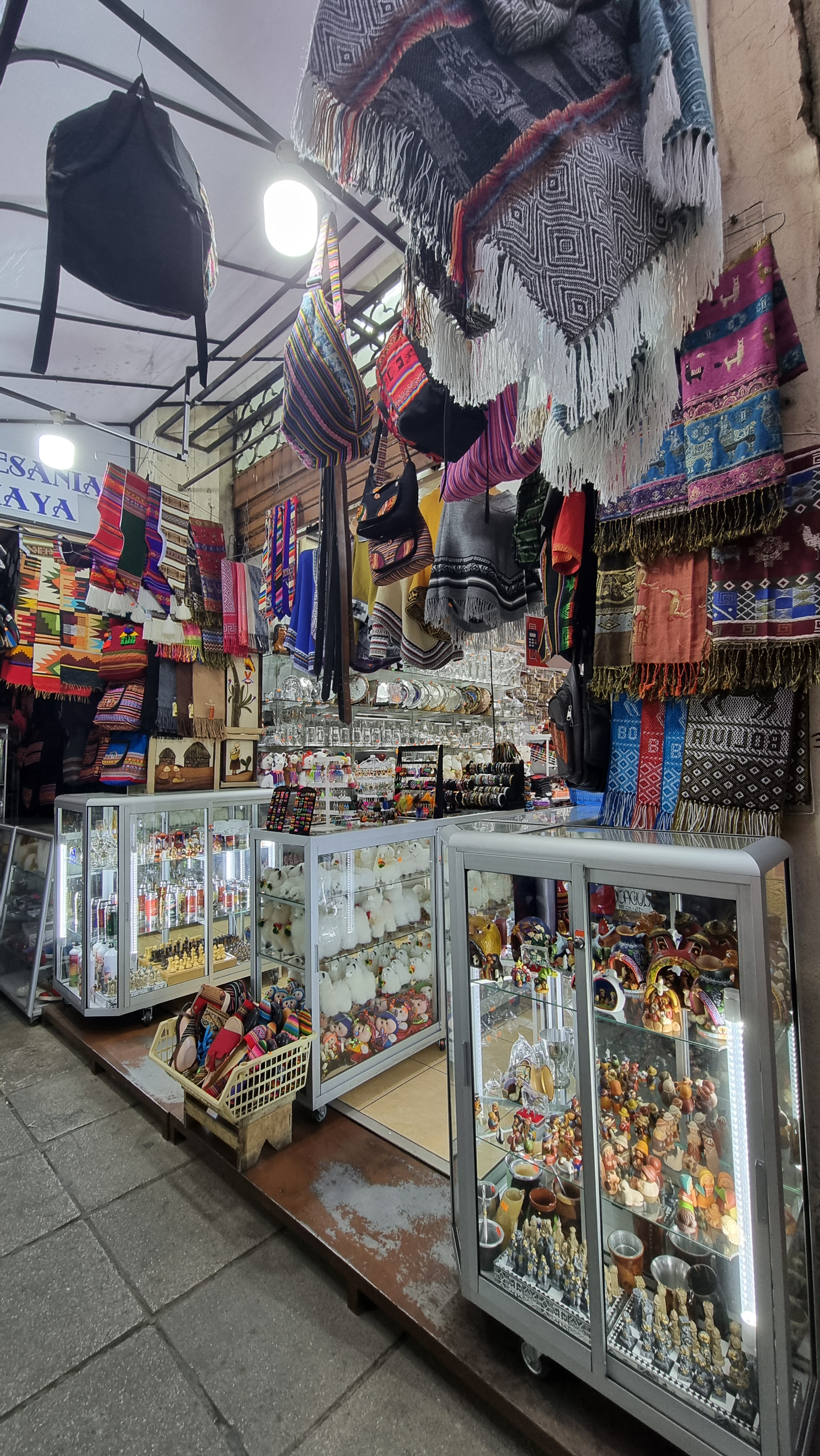
Puesto de venta en el Pasaje

Este lugar destaca por su arquitectura colonial, con tiendas pequeñas que están organizadas en torno a un patio central. Los visitantes pueden disfrutar de un ambiente tranquilo, ideal para recorrer los diversos puestos de artesanías que ofrecen una amplia gama de productos, como textiles, cerámica, tallados en madera y joyería hecha a mano. Además, el patio se utiliza para actividades culturales y ferias que destacan la riqueza artística de la región.

## El trabajo artesanal
El pasaje es conocido por albergar a una comunidad de artesanos que se dedican a la creación de productos tradicionales bolivianos. Los artesanos trabajan con técnicas heredadas de sus ancestros, garantizando la autenticidad y calidad de sus piezas. Entre los productos más populares están los textiles tejidos a mano, cerámica utilitaria y decorativa, así como productos de cuero y joyería. Este espacio es un reflejo de la diversidad cultural de Cochabamba y un sitio clave para la promoción del arte local

## Atractivo turístico y cultural
El Pasaje Joaquín Zenteno Anaya no solo es un mercado, sino un centro cultural que atrae a turistas interesados en adquirir piezas únicas y aprender sobre las tradiciones bolivianas. Con eventos periódicos y ferias artesanales, este pasaje se ha convertido en un punto de encuentro entre la cultura y el comercio, contribuyendo a la preservación de las tradiciones artesanales de Cochabamba.